# Малая Плотница (Брестская область)
Ма́лая Пло́тница (бел. Малая Плотніца) — деревня в Пинском районе Брестской области Беларуси. В составе Бобриковского сельсовета. Расположена в 10 км от автодороги Ганцевичи — Логишин (Р-105) и д. Бобрик; и в 67 км от города Пинск. В деревне располагаются лесничество, дом молитвы и ФАП. Население — 127 человек.

## История
Деревня является давней вотчиной рода Завадских.
- XIX век — при имении действует стекольный завод
- Конец XIX века — владельцами усадьбы являются Александр и Базыль Завадские, позже деревня переходит к Отгону Завадскому
- Начало XX века — действуют народное училище (учитель К.Дыдышко), две ремесленные школы для молодёжи близлежащих населенных пунктов. Существовала церковь
- 1944 год — фашисты уничтожают 131 двор и убивают 11 человек

- С 1923 г. существует неопротестантская община, которая и по сегодняшний день объединяет большинство христиан деревни. Огромную роль в признании и официальной регистрации общины в условиях гонений на церковь в годы советской власти сыграл Никонор Адамович Стасюкевич (1897-1980), пресвитер общины по 1980-й год

- До 80-х годов XX столетия возле деревни находилась работающая узкоколейная железная дорога для транспортировки заготовленной древесины на жел. дор. станцию Мальковичи Лунинецкого района Брестской области

## Культура
- Дом культуры
- Музей

## Достопримечательность

#### Утраченное наследие
- Усадьба Завадских

## Галерея

Дом культуры
Базовая школа
Магазин
Крест